# Antoinette Bouzonnet-Stella
Antoinette Bouzonnet-Stella est une graveuse et peintre française née à Lyon en 1641 et morte le 20 octobre 1676 à Paris. Elle  est la nièce de Jacques Stella.

## Biographie

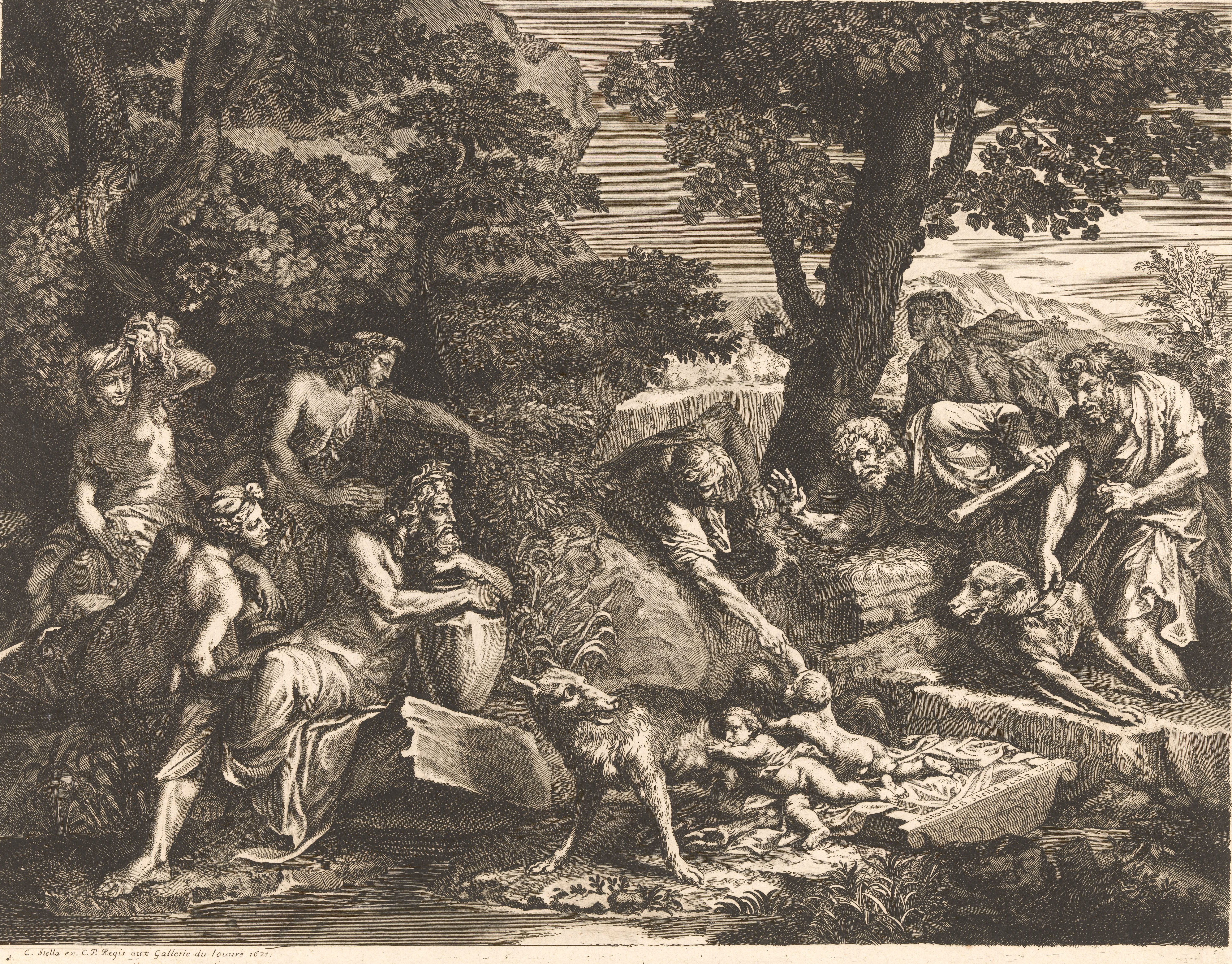
Romulus et Rémus

Antoinette Bouzonnet, dite Antoinette Bouzonnet-Stella, est la fille d'Étienne Bouzonnet, orfèvre à Lyon, et de la peintre Madeleine Stella, sœur de Jacques Stella, peintre ordinaire du roi. Elle a deux frères et deux sœurs : Claudine (1636-1697), Françoise (1638-1692), Antoine (1637-1682) et Sébastien (1644-1662). Son oncle Jacques qui ne se mariera pas, constituera avec sa sœur Madeleine et son beau-frère Étienne Bouzonnet un véritable atelier familial dans son logement du Louvre. Toute la fratrie sera initiée par leur oncle à la peinture et à la gravure, et chacun accolera le nom de Stella au sien.
Malgré les restrictions imposées à cette époque aux femmes dans les académies d'art, Antoinette a pu recevoir une formation privée grâce au statut social éminent de sa famille et notamment celui de son oncle Jacques Stella. Ses gravures décrivent généralement des scènes bibliques ou de l'antiquité.
Victime d'une chute, elle meurt à Paris le 20 octobre 1676.

## Œuvres
Parmi ses gravures on peut citer les suivantes :
- Romulus et Rémus trouvés par des bergers, (36,7 × 46,7 cm), gravure réalisée en 1676 d'après un dessin de son frère Antoine : un exemplaire se trouve au Rijksmuseum Amsterdam[1]
- L'Entrée de l'empereur Sigismond à Mantoue gravée en vingt-cinq feuilles d'après des dessins réalisés par son frère Antoine durant son séjour en Italie représentant une longue frise en stuc dans le Palais du Te de la même ville suivant le dessin de Jules Romain[2]. Le musée de Grenoble ainsi que le Fogg Art Museum de Cambridge (États-Unis) possèdent la série complète de ces gravures[3].

Gravures d'Antoinette Bouzonnet-Stella représentant lEntrée de l'empereur Sigismond dans Mantoue
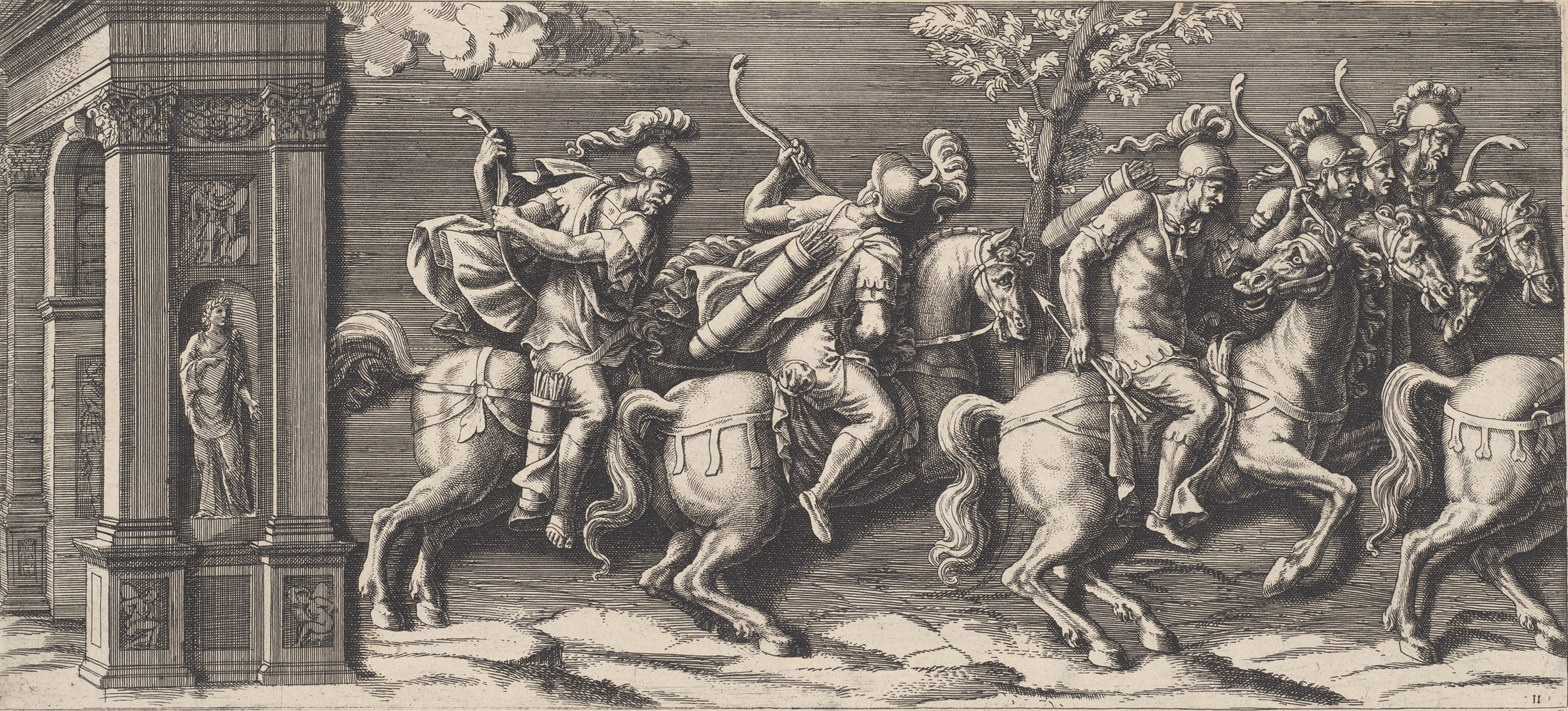
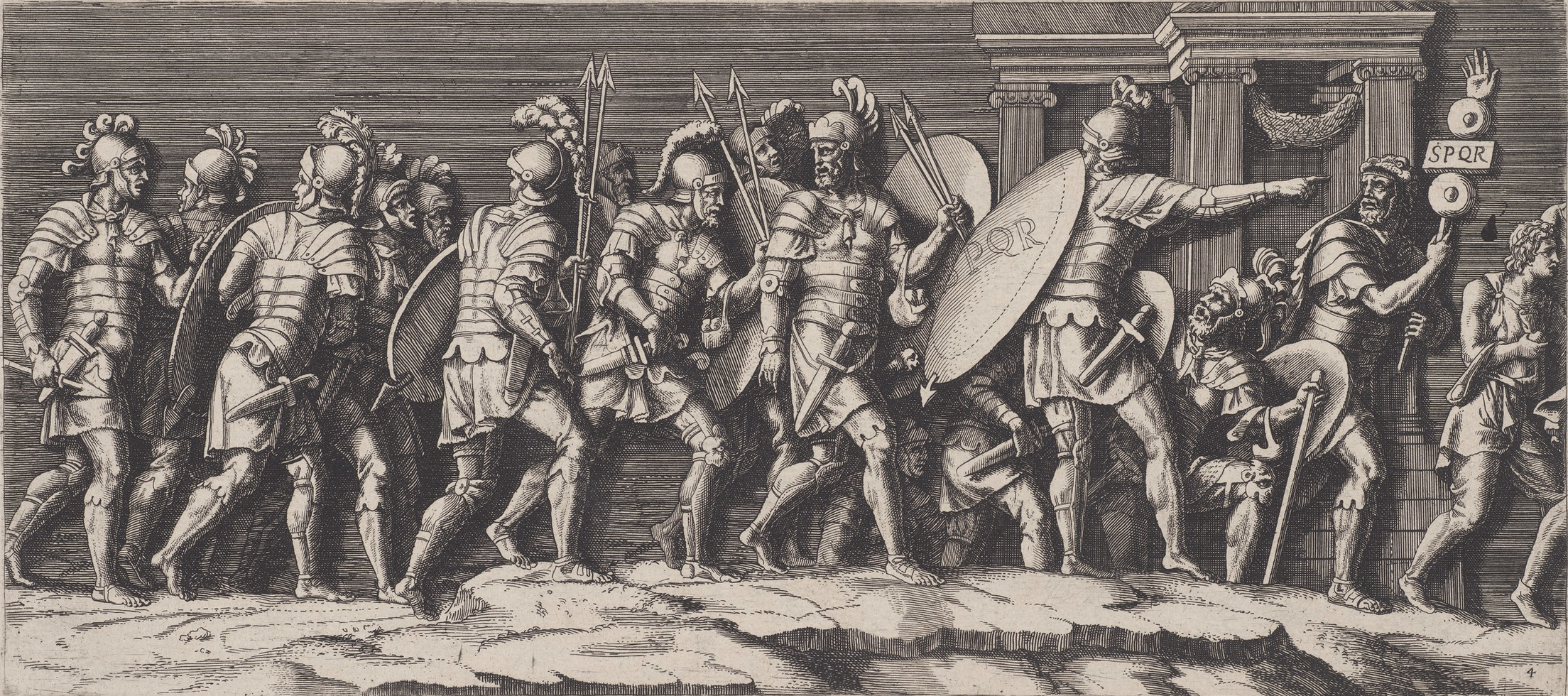
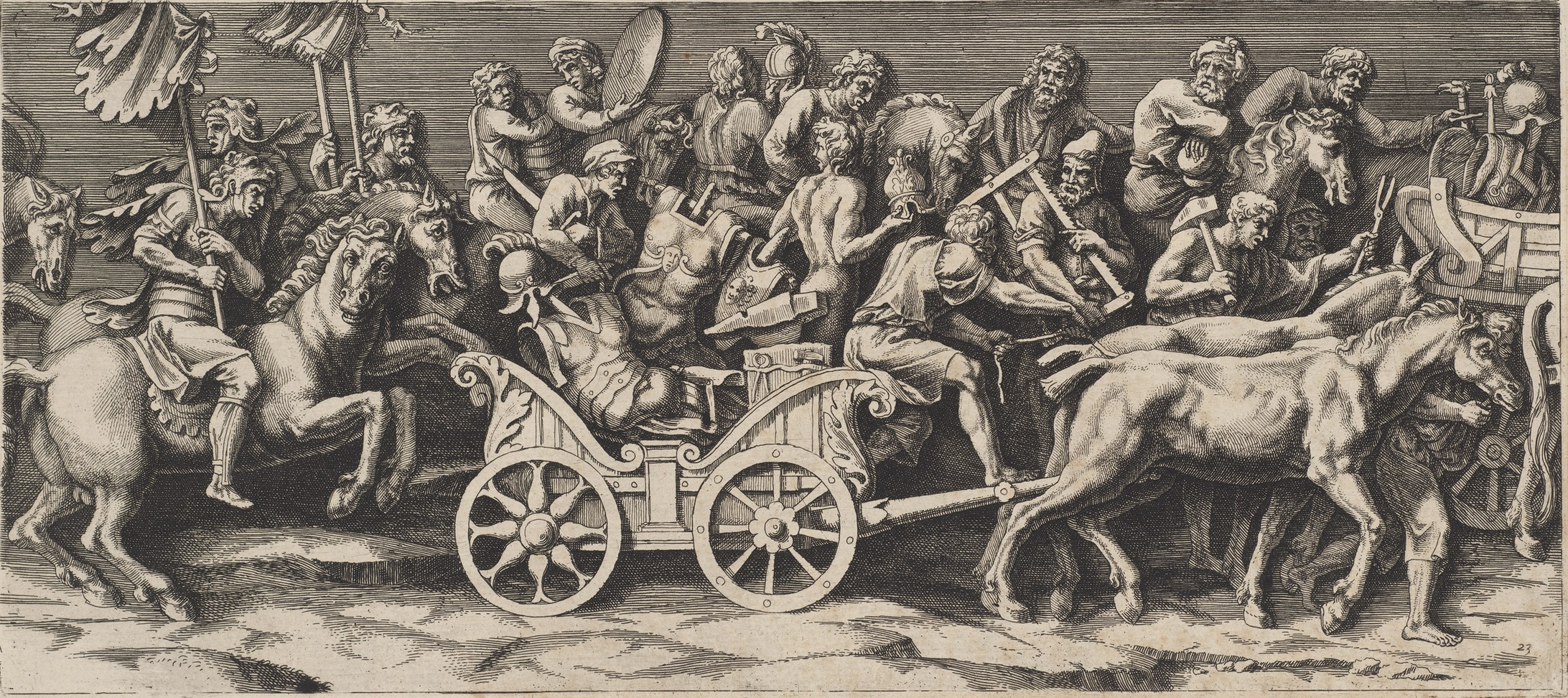

- Gravures d'Antoinette Bouzonnet-Stella représentant l'Entrée de l'empereur Sigismond dans Mantoue